# Novo Selo (okręg północnobanacki)
Novo Selo (cyr. Ново Село) – wieś w Serbii, w Wojwodinie, w okręgu północnobanackim, w gminie Kanjiža. W 2011 roku liczyła 157 mieszkańców.